# 이광래 (극작가)
이광래(李光來, 1908년 9월 29일~1968년 10월 29일)는 한국의 극작가이다. 본명은 이흥근(李興根)이며, 호는 온재(溫齋)이다.

## 생애
경상남도 마산 출신으로, 배재고등보통학교와 일본 와세다 대학 영문학부에서 수학했다. 귀국 후에는 조선일보 기자로 근무했다.
1935년 극예술연구회에 참가하였고, 이후 극단 중앙무대에도 가입하면서 연극계에서 활발히 활동했다.
태평양 전쟁 시기에 조선총독부의 지원으로 개최된 관제 연극경연대회에 〈북해안의 흑조〉를 출품했다. 이 작품은 1943년 열린 제2회 대회에 출품되어 박춘명 연출로 극단 황금좌가 공연했다. 2008년 민족문제연구소가 선정한 친일인명사전 수록예정자 명단 연극/영화 부문에 포함되었다.
광복 후에는 극단 민예를 조직해 우익 계열의 대표적인 연극인으로 부상했고, 이후 극단 신협과 극예술협회의 대표를 맡으며 여러 단체에서 활동했다. 서라벌예술대학 교수를 지냈으며, 1957년에는 대한민국예술원 회원이 되었다.
문단 데뷔작은 1936년 《동아일보》 신춘문예에 당선된 〈촌선생〉으로, 농촌을 무대로 한 사실주의적 희곡이다. 〈촌선생〉을 비롯한 초기작들은 유치진의 영향을 많이 받았으나, 후기에는 차츰 표현주의적 경향으로 이동했다. 총 30여 편의 작품을 발표하는 동안 계몽적 리얼리즘에서 출발하여 낭만적, 신파적인 상업주의 연극을 거쳐 표현주의, 상징주의를 도입한 반사실주의 희곡, 뮤지컬, 심포닉드라마 등을 차례로 실험한 이광래는, 시대의 변화에 민감하고 끊임없이 새로운 형식을 추구한 작가로 평가받고 있다.
김동인의 원작을 각색한 역사극 《대수양(大首陽)》(1959)은 박진 연출로 국립극단이 공연하여 잘 알려진 작품이다.

## 참고 자료
- 권영민 (2004년 2월 25일). 《한국현대문학대사전》. 서울: 서울대학교출판부. 647쪽쪽. ISBN 89-521-0461-7.
- 이재명, 〈조선연극문화협회의 활동을 통해서 본 친일 연극〉 (친일반민족행위진상규명위원회 2005년 하반기 워크숍)